# Giorgio Pasquali
Giorgio Pasquali (Roma, 29 de abril de 1885 − Belluno, 9 de julio de 1952) fue un filólogo clásico italiano.

## Biografía
Estudió en la Universidad de Roma, teniendo como profesor a Girolamo Vitelli y graduándose en Letras con una tesis sobre La comedia mitológica y sus precedentes en la literatura griega. Continuó sus estudios en Basilea y en Gotinga entre 1908 y 1909. Asimismo, fue profesor de Gramática griega y latina en Mesina entre 1911 y 1912, en Gotinga de 1912 a 1915, y más tarde sería profesor de literatura griega en Florencia de 1915 a 1920. En 1924 fue nombrado catedrático de literatura grecolatina. En 1925 firmó el Manifesto degli intellettuali antifascisti, escrito por Benedetto Croce. Durante la década de 1930, Pasquali fue profesor en la Scuola Normale Superiore de Pisa. El departamento de Ciencias de la Antigüedad de la Universidad de Florencia lleva su nombre. El 3 de abril de 1936 fue elegido miembro de la prestigiosa Accademia della Crusca.

## Contribución a la filología del Novecento
La obra de Pasquali ha sido importante en cuanto a la redefinición de la filología. Con su fundamental Storia della tradizione e critica del testo (1934) teorizó sobre una nueva forma de filología que aplicaba los criterios mecánicos propios del método de Lachmann y buena parte de las observaciones de Joseph Bédier, las cuales pretendían dar mayor trascendencia y peso a la historia de la transmisión manuscrita del texto y a las fuentes como objetos individuales e históricamente definidos.